# برادانوس دي بوريبا
بلدية برادانوس دي بوريبا (بالإسبانية: Prádanos de Bureba)‏، هي إحدى بلديات مقاطعة برغش، التي تقع في منطقة قشتالة وليون، والتي تقع في شمال غرب إسبانيا.
يبلغ عدد سكانها 53 نسمة وفقاً لإحصائية سنة (2002).